# Označení letadel používaných v Československu po druhé světové válce
Po ukončení druhé světové války bylo na území Československa značné množství zbraní a techniky různého typu. Toto se týkalo i letadel, z nichž mnohé typy se na území Čech a Moravy vyráběly, jiné zůstaly jako válečná kořist, další stroje obdržely československé bojové jednotky v průběhu války a ty pak zůstaly ve vlastnictví čs. armády a čs. státu i po válce. Letadla proto dostala typová československá označení, čímž došlo k zpřehlednění jednotlivých druhů.

## Cvičná letadla
- C-1 – Klemm Kl 35D
- C-2 – Arado Ar 96B
- C-3 – Siebel Si 204D
- C-4, C-104 – Bücker Bü 131D

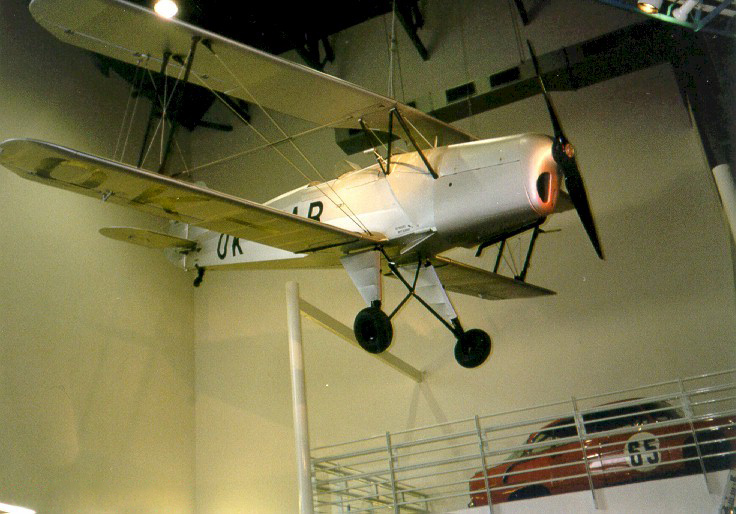
Bücker Bü 131 - Tatra T-131

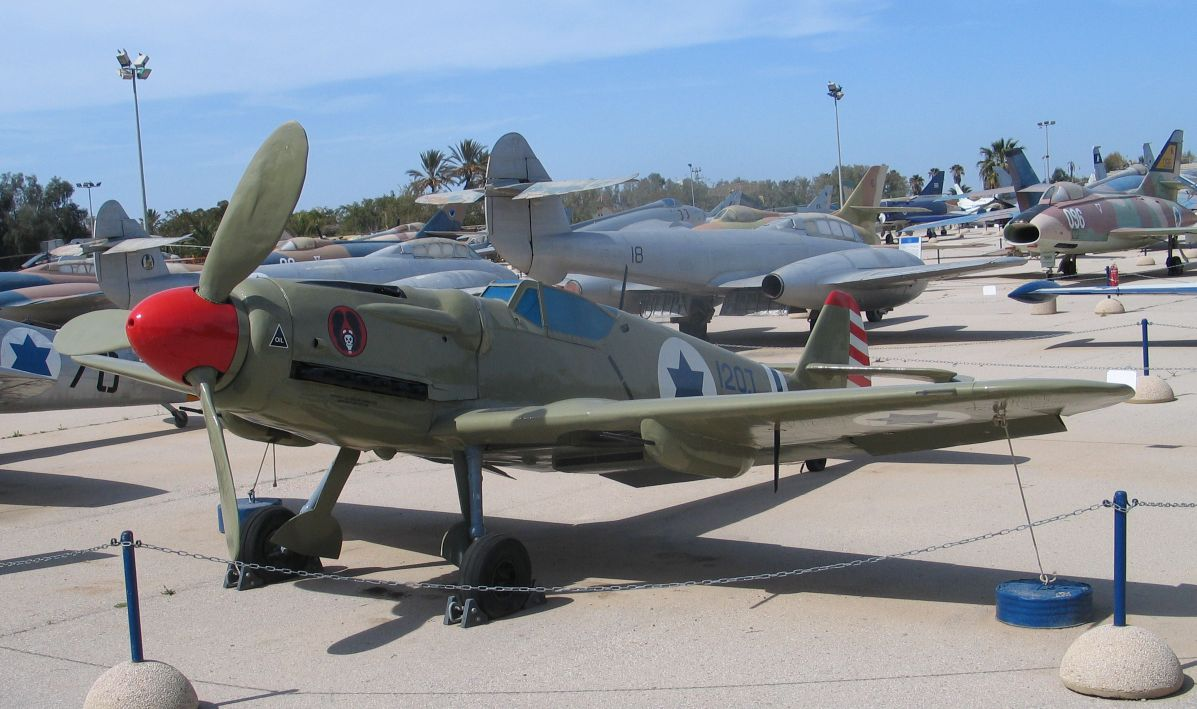
Avia S-199

- C-5 (přeznačen na K-65) – Fieseler Fi 156, posléze Z-26 Trenér
- C-6, C-106 – Bücker Bü 181
- C-8 (přeznačen na K-68) – Piper L-4
- C-10 (přeznačen na S-99) – Messerschmitt Bf 109G/K
- C-11 – Jakovlev Jak-11
- C-110 (přeznačen na CS-99) – Messerschmitt Bf 109G -12
- C-210 (přeznačen na S-199) – Avia S-199
- C-12 – Heinkel He 72
- C-112 – Heinkel He 172
- C-13 – A.V.I.A. Lombardi FL-3
- C-14 – Focke-Wulf Fw 44
- C-15 – Gotha Go 145A
- C-16 – Arado Ar 66C
- C-19 – Praga BH-39
- C-23 – Morane-Saulnier MS.230
- C-25 – Beneš-Mráz Be-250
- C-26 – Arado Ar 396A
- C-30 (přeznačen na D-54) – Siebel Fh 104
- C-105 – Z-126 Trenér
- C-205 – Z-226 Trenér 2
- C-305 – Z-326 Trenér Master

## Bitevní letadla
- B-31 – Iljušin Il-2
- B-32 – Petljakov Pe-2FT
- B-33 – Iljušin Il-10

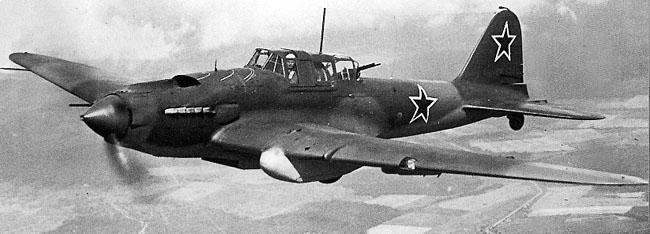
Iljušin Il-2

- B-36 – De Havilland Mosquito FB Mk. VI
- B-37 – Junkers Ju 87D

## Cvičná bitevní letadla
- CB-32 – Petljakov Pe-2UT

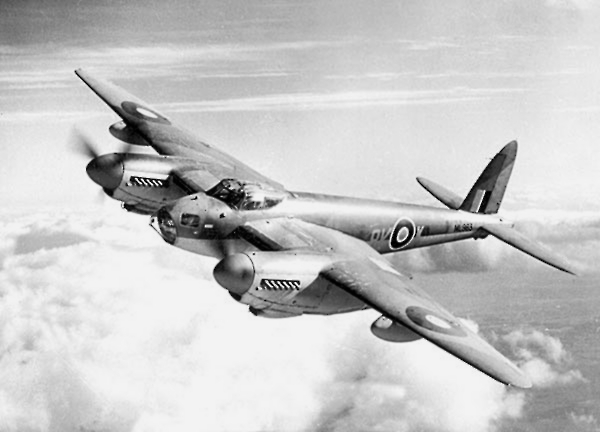
De Havilland Mosquito

- CB-36 – De Havilland Mosquito T Mk. III

## Dopravní letadla
- D-1 – Siebel Si 204
- D-2 – Lisunov Li-2
- D-41 – Avro 625A Anson Mk. II
- D-141 – Avro 625A Anson Mk. III
- D-42 – Airspeed Oxford C Mk. II
- D-43 (původně D-7b) – Junkers W 34

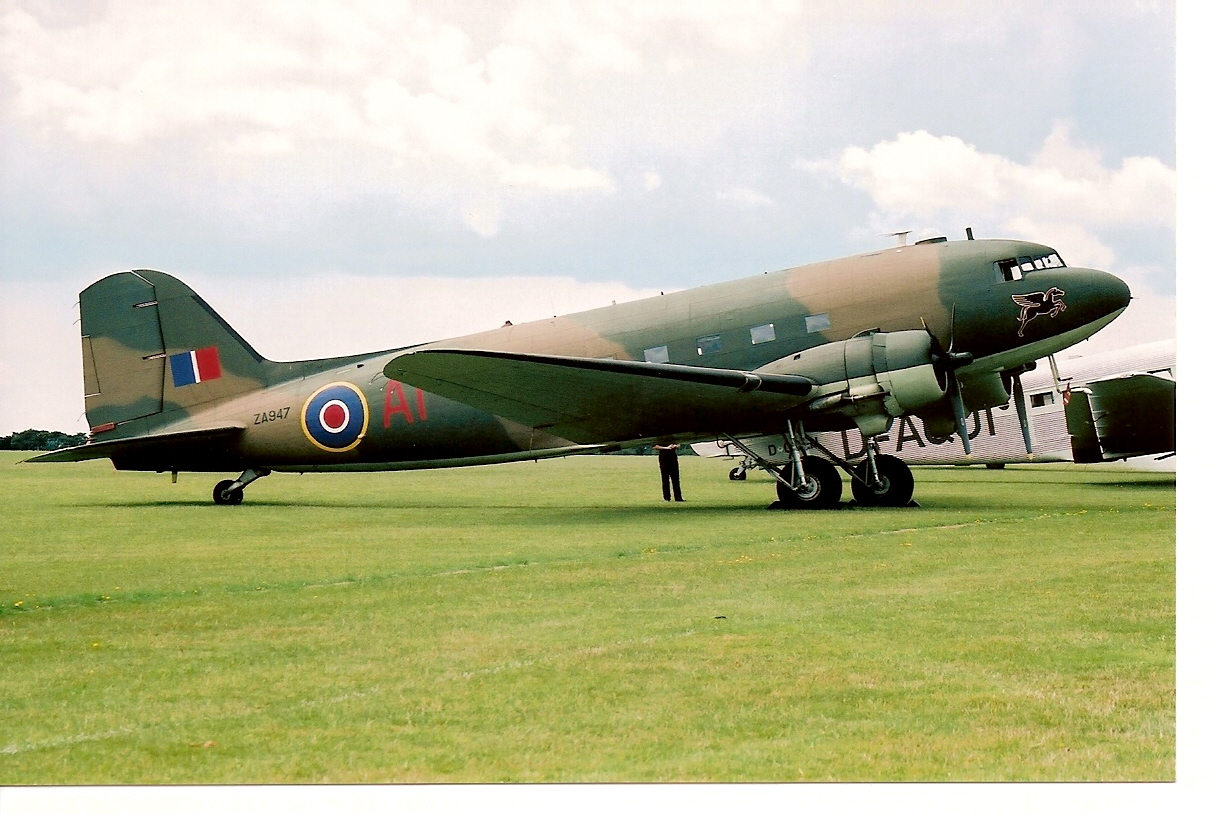
Douglas C-47

- D-44 – Siebel Si 204D (původně D-1)
- D-47 – Douglas C-47
- D-52 (původně D-7) – Junkers Ju 52
- D-352 (původně D-7a) – Junkers Ju 352A
- D-54 – Siebel Fh 104
- D-58 – Focke-Wulf Fw 58C

## Kurýrní letadla
- K-61 – British Taylorcraft Auster
- K-62 / CK-62 – Polikarpov Po-2
- K-65 – Fieseler Fi 156 „Storch“
- K-68 – Piper L-4 „Grasshopper“

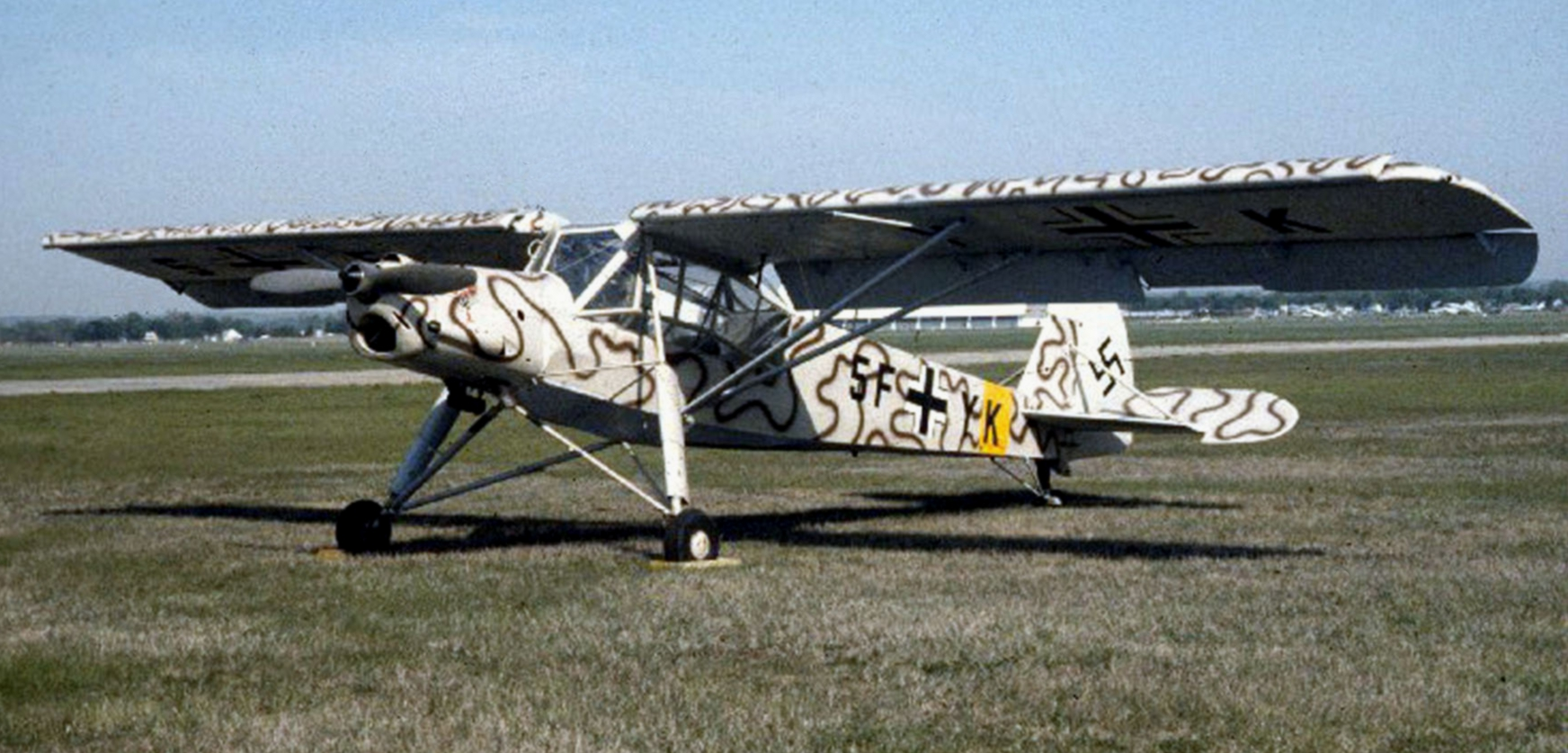
Legendární "K-65 Čáp"

- K-168 – Piper L-4 „Grasshopper“ s motorem Praga D
- K-70 – Messerschmitt Bf 108 „Taifun“
- K-71 – Percival Proctor I
- K-72 – Zlín Z-XII
- K-73 – Noorduyn C-64A Norseman
- K-74 – Fairchild UC-61

## Lehká bombardovací letadla

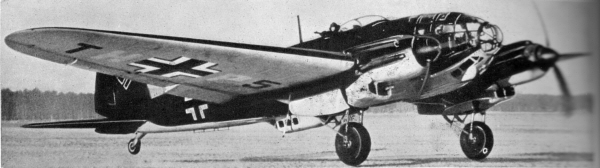
Heinkel He-111

- LB-36 – De Havilland Mosquito
- LB-77 – Heinkel He 111H
- LB-79 – Heinkel He 219A "Uhu"

## Stíhací letadla

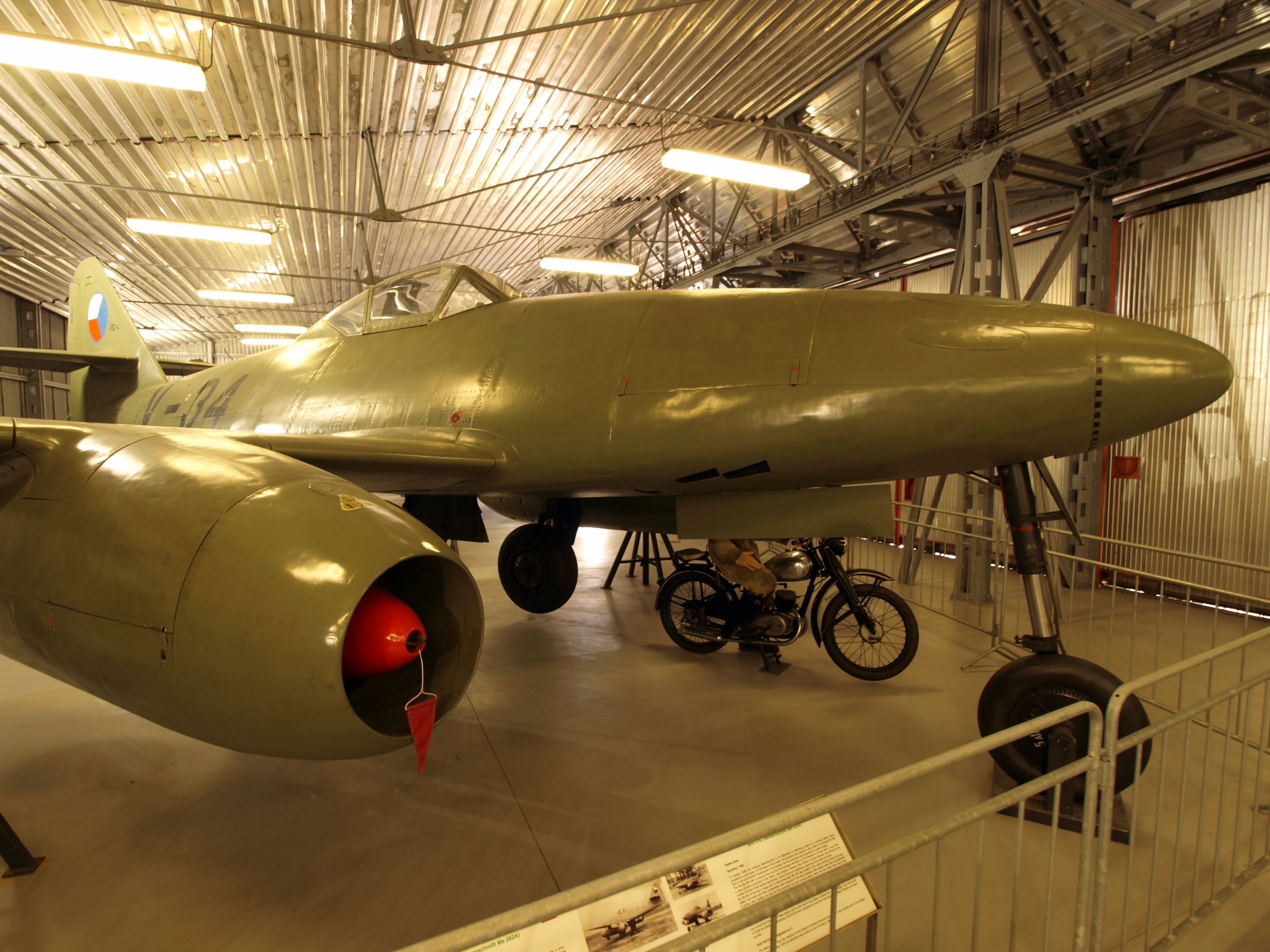
Avia S-92

- S-89 – Supermarine Spitfire LF Mk.IXE
- S-90 – Focke-Wulf Fw 190A
- S-92 – Avia S-92 (Messerschmitt Me 262A)
- S-95 – Lavočkin La-5FN
- S-97 – Lavočkin La-7
- S-99 – Messerschmitt Bf 109G/K
- S-199 – Avia S-199 (Messerschmitt Bf 109 G/K rekonstrukce Avia)
- S-100 – Jak-17 1 testovací stroj
- S-101 – Jak-23 10 prezentačních strojů
- S-102 – Letov S-102 (Mikojan-Gurevič MiG-15 produkce Letov)
- S-103 – Avia S-103 (Mikojan-Gurevič MiG-15bis produkce Avia)
- S-104 – MiG-17
- S-105 – Avia S-105 (Mikojan-Gurevič MiG-19S produkce Avia)

## Cvičná stíhací letadla
- CS-92 – Avia CS-92 (Messerschmitt Me-262B)
- CS-95 – Lavočkin La-5UTI
- CS-99 – Messerschmitt Bf 109G/K
- CS-199 – Avia S-199 (Messerschmitt Bf 109-12 rekonstrukce Avia)

## Nákladní kluzáky

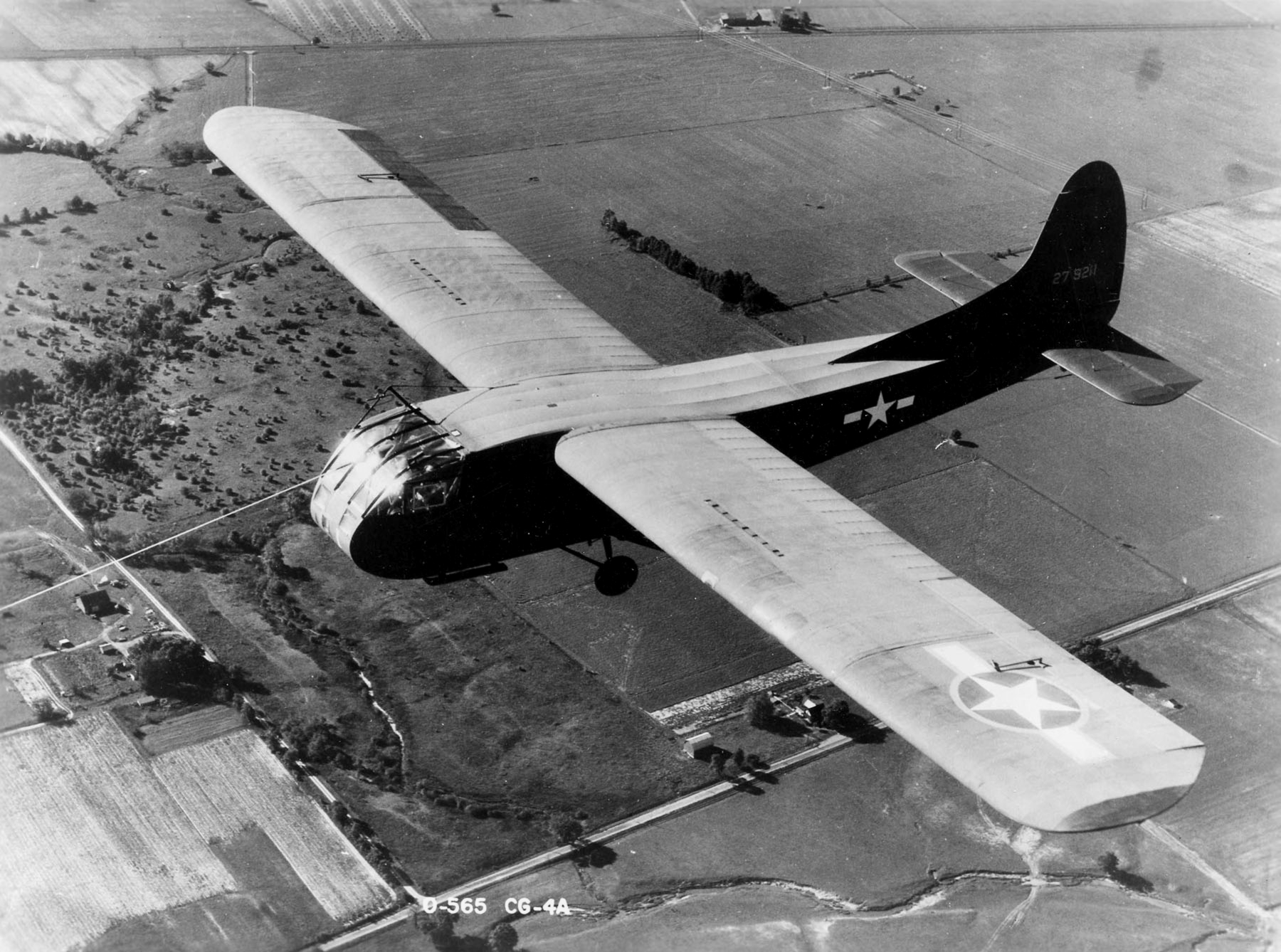
Kluzák Waco CG-4

- NK-4 – Waco CG-4A "Hadrian"
- NK-14 – Jakovlev Jak-14